# Bambaka
Bambaka (Schreibvariante: Bambako und Bamboko) ist eine Ortschaft im westafrikanischen Staat Gambia.
Nach einer Berechnung für das Jahr 2013 leben dort etwa 386 Einwohner, das Ergebnis der letzten veröffentlichten Volkszählung von 1993 betrug 349.

## Geographie
Bambaka liegt in der Lower River Region im Distrikt Kiang Central. Der Ort liegt an der South Bank Road, Gambias wichtigster Fernstraße, zwischen Kwinella und Nema. Der Ort liegt rund 1,7 Kilometer westlich von Nema.

## Kultur und Sehenswürdigkeiten
Nach einer Auflistung des National Centre for Arts and Culture war Bambaka ein Standort eines Tatos.